# Сауд ибн Фейсал ибн Турки Аль Сауд
Сауд III ибн Фейсал ибн Турки Аль Сауд (ум. 26 января 1875) — эмир Второго Саудовского государства (1871, 1873—1875), второй сын эмира Фейсала ибн Турки Аль Сауда.

## Биография
Ещё при жизни отца Фейсала ибн Турки, он получил в управление южную часть Неджда. В 1865 году после смерти своего отца вспыхнула междоусобица между ним и его старшим братом, официальным наследником Абдаллой. Абдаллах ибн Фейсал был храбрым и энергичным человеком, строгим и суровым правителем, что импонировало горожанам. Сауд, напротив, был открытым и щедрым, любил эффектные жесты, что вызывало симпатию у бедуинов.
Собирая силы для борьбы за риядский трон, Сауд ибн Фейсал сначала обратился за поддержкой в Асир. Абдалла ибн Фейсал немедленно послал в Абху (столицу Асира) делегацию, чтобы убедить Сауда вернуться. Тот отказался и уехал сначала в Наджран, а затем к аджманам (его мать происходила из этого племени). Собрав отряд, Сауд направился к вади Эд-Давасир. Абдалла послал против него войско. В сражении отряд Сауда был разбит, а сам он, тяжело раненый, бежал к бедуинам племени аль-мурра.
Осенью 1870 года, заключив союз с племенами аджман и аль-мурра, Сауд ибн Фейсал вторгся в Эль-Хасу. Абдаллах ибн Фейсал послал против него войско во главе с братом Мухаммадом. В решающий момент часть кочевников из риядского войска переметнулась на сторону Сауда, и его победа была полной. Мухаммад был взят в плен и заключен в тюрьму в Эль-Катифе, а вся Восточная провинция присягнула на верность Сауду.
В апреле-мае 1871 года принц Сауд ибн Фейсал двинулся в поход на Эр-Рияд. Абдалла бежал на юг, к кахтанам. Войско Сауда заняло Эр-Рияд и жестоко разграбило его, возбудив против себя всеобщую ненависть. Неудивительно, что Сауда вскоре изгнал его дядя, Абдаллах ибн Турки.
В 1873 года с помощью англичан Сауд ибн Фейсал вернулся в Эр-Рияд, где в это время находился Абдалла ибн Фейсал, которого поддерживали турки-османы. Но власть Сауда была шаткой. Фактически под его властью находился только Эр-Рияд. Ему не подчинялись ни Касим, ни Джебель-Шаммар. Кочевые племена, по большей части, поддерживали Абдаллу. Попытки Сауда привести их к повиновению были безуспешны. В одной из битв он даже был ранен.
Неджд все больше погружался в хаос. Неизвестно, чем бы все закончилось, если бы Сауд внезапно не умер в конце января 1875 года под одним данным от оспы, по другим — от яда.